# Lijst van ministers van Toerisme van de Duitstalige Gemeenschap
Dit is een lijst van ministers van Toerisme in de regering van de Duitstalige Gemeenschap.

## Lijst
| 1                                          | Joseph Maraite (1949-2021) |  | CSP | 30 januari 1984  | 13 november 1986 | Fagnoul                      |
| vacant (13 november 1986-11 november 1990) |                            |  |     |                  |                  |                              |
| (1)                                        | Joseph Maraite (1949-2021) |  | CSP | 11 november 1990 | 6 juli 1999      | Maraite II, Maraite III      |
| 2                                          | Bernd Gentges (1943)       |  | PFF | 6 juli 1999      | 30 juni 2009     | Lambertz I, II               |
| 3                                          | Isabelle Weykmans (1979)   |  | PFF | 30 juni 2009     | 1 juli 2024      | Lambertz III, Paasch I en II |
| 4                                          | Gregor Freches (1962)      |  | PFF | 1 juli 2024      | heden            | Paasch III                   |